# توماس فريدريك كرين
،توماس فريدريك كرين (بالإنجليزية: Thomas Frederick Crane)‏ هو كاتب للأطفال ومحامي أمريكي، ولد في 12 يوليو عام 1844، في نيويورك في الولايات المتحدة، وتوفي في 10 ديسمبر عام 1927، في ديلاند في الولايات المتحدة.